# Yarrowia lipolytica
Yarrówia lipolýtica (лат.) — вид аскомицетовых дрожжевых грибов, относящийся к порядку Сахаромицетовые (Saccharomycetales).

## Описание
Колонии на агаре с 5 %-ным солодовым экстрактом (5 % MEA) на третьи сутки маслянистые до мицелиальных, бежево-белые. Клетки шаровидные до удлинённо-эллипсоидальных, 3—5 × 3,3—15 мкм, одиночные, иногда в парах или небольших группах.
При культивировании по методу Дальмау на дрожжевом морфологическом агаре (YMA) на 7-е сутки под стеклом образуются гифы и псевдогифы. Аэробная часть колоний белая до бежево-белой, с цельным или лопастным краем.
Гетероталличный вид. Аски с 1—4 спорами. Аскоспоры разнообразной формы — шаровидные, шляповидные, линзовидные, полушаровидные, неправильные, иногда шероховатые, появляются на 3—7-е сутки на YMA.
К сбраживанию сахаров не способна.

## Экология
Часто выделяется с богатых жирами субстратов, а также с морских субстратов.

## Значение
Продуцент ряда протеаз и липаз, способна усваивать парафины. Потенциально может использоваться для производства дрожжевого белка из углеводородов. Активный продуцент лимонной кислоты.

## Таксономия
Yarrowia lipolytica (Wick., Kurtzman & Herman) Van der Walt & Arx, Ant. Leeuwenhoek 46 (6): 519 (1981 ['1980']). — Endomycopsis lipolytica Wick., Kurtzman & Herman, Spectrum, Monogr. Ser., Georgia 1: 90 (1970).

### Синонимы
- Azymoprocandida lipolytica (F.C.Harrison) E.K.Novák & Zsolt, 1961
- Candida oleae Kreger-van Rij & Verona, 1949
- Candida lipolytica (F.C.Harrison) Diddens & Lodder, 1942
- Candida lipolytica var. thermotolerans Blagod. & Kock.-Krat., 1973
- Candida paralipolytica K.Yamada & Y.Ota, 1963
- Candida pseudolipolytica Blagod. & Kock.-Krat., 1973
- Endomycopsis lipolytica Wick. et al., 1970
- Monilia cornealis Nann., 1928
- Mycotorula lipolytica F.C.Harrison, 1928
- Proteomyces cornealis (Nann.) C.W.Dodge, 1935
- Saccharomycopsis lipolytica (Wick. et al.) Yarrow, 1972